# Parricide

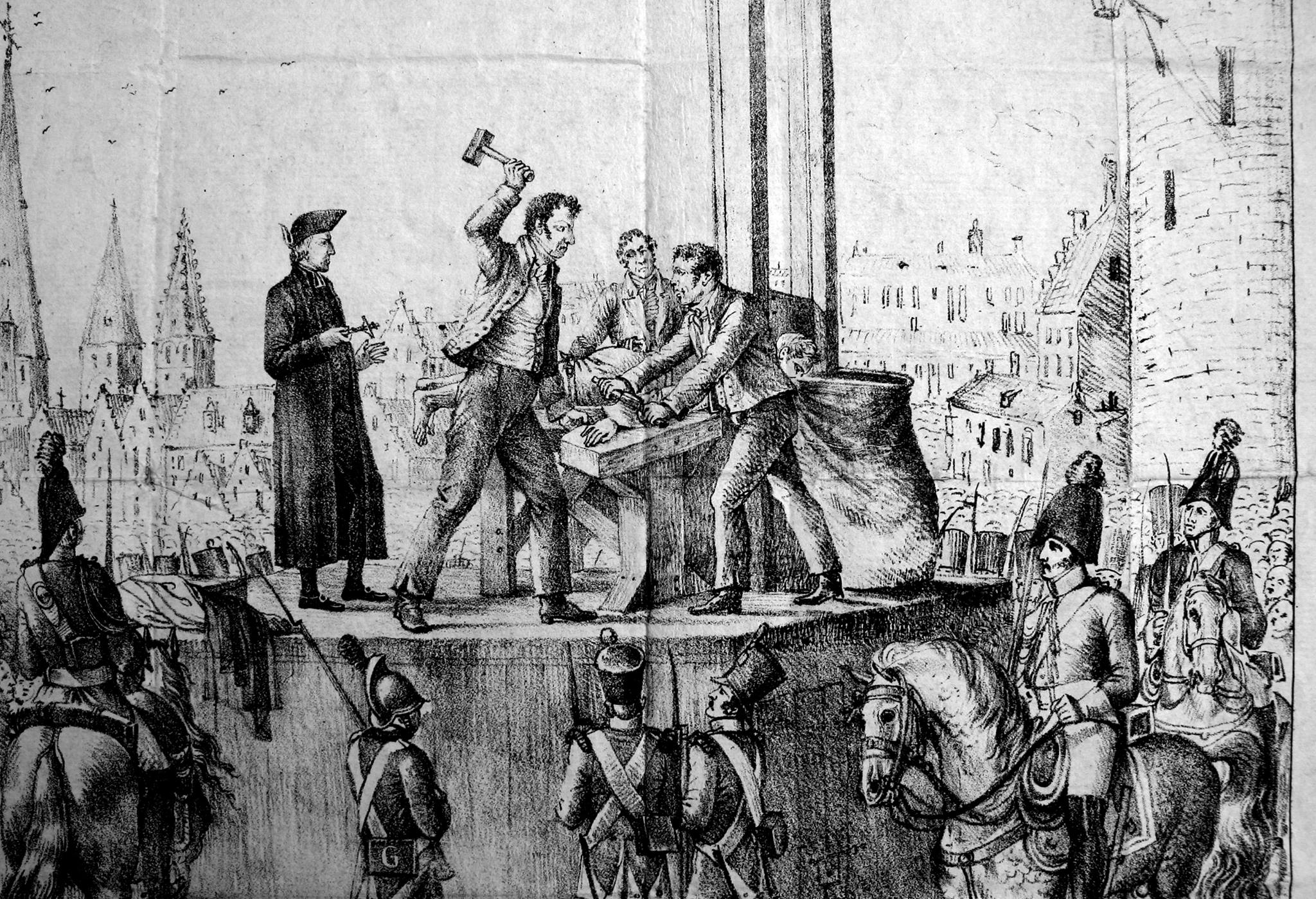
Terechtstelling van de vadermoordenaar Lieven van Butzel in 1822 te Gent: eerst wordt zijn hand afgehakt door een hamer op het kapmes te doen neerkomen, nadien volgt de guillotine.

Parricide was rechtshistorisch de moord op een naast familielid. Hierop waren zwaardere straffen gesteld dan enkel doodstraf.

## Romeins recht
In het Romeins recht behoorde parricidium tot de capitalia (halsmisdaden) waarop een poena capitalis (doodstraf) stond. Bij  vadermoord werd de moordenaar in een zak gestopt tezamen met een aap, een haan, een hond en een slang. De moordenaar mocht de dieren in kwestie niet doden, anders zou het proces opnieuw worden uitgevoerd. De zak werd dan dichtgenaaid en zo in een rivier of zee geworpen.

## Ancien régime
Tot de Franse Revolutie werd parricide gestraft met het afhakken van de rechterhand, gevolgd door radbraken. Daarna werd het lijk verbrand en de as in de wind verstrooid.

## Napoleontisch Strafwetboek
In de Code Pénal van 1810 voerde keizer Napoleon Bonaparte de handafkapping weer in. Parricide was in artikel 299 gedefinieerd als de moord op een legitieme vader, moeder of ascendent. Artikel 13 bepaalde dat de moordenaar barvoets op het schavot werd geleid, gekleed in een hemd en met een zwarte doek over het hoofd. Na het afhakken van de rechterhand werd hij onmiddellijk ter dood gebracht. De handafkapping werd in Frankrijk afgeschaft in 1832. In Nederland werd ze in 1854 uit het strafrecht gehaald.